# 亨利·莫頓·史丹利
亨利·莫顿·史丹利爵士，GCB（英語：Sir Henry Morton Stanley，姓又譯史坦利，外号破岩者；1841年1月28日—1904年5月10日），原名约翰·罗兰兹（John Rowlands），英裔美国记者、探险家。他曾远征中非，寻找英国传教士戴维·利文斯通。此外，他也曾探索、开发过刚果盆地地区。

## 早期生涯
史丹利生于威尔士登比郡登比角（Denbigh）。他的母亲是19岁的伊丽莎白·派瑞（Elizabeth Parry），而他的父亲在他出生后不久就去世了，他一直都不知道父亲的名字。他的父母在他出生的时候并没有婚姻关系，所以，政府在出生證明書中称他为私生子（Bastard）。非婚生子女的身份，是他终身的社会污点（Social stigma）。
史丹利起初使用父亲的姓氏。他在五岁前都一直由祖父照顾，他的祖父去世之后，他和堂兄堂妹住了一段时间。最终，史丹利被人送往圣阿萨夫联合救济院（St. Asaph Union Workhouse）。救济院不但十分拥挤，而且缺乏人手监管儿童，导致他经常被比他年长的男童欺凌。史丹利十岁时，他的母亲和两个兄弟姊妹一起到救济院探访他，在院长告诉他他们的身份之前，他一直都认不出他们。十五岁时，他离开了救济院。接受了基础教育后，他到国民学校（National School）做了一段时间助理教师。

## 移民美国

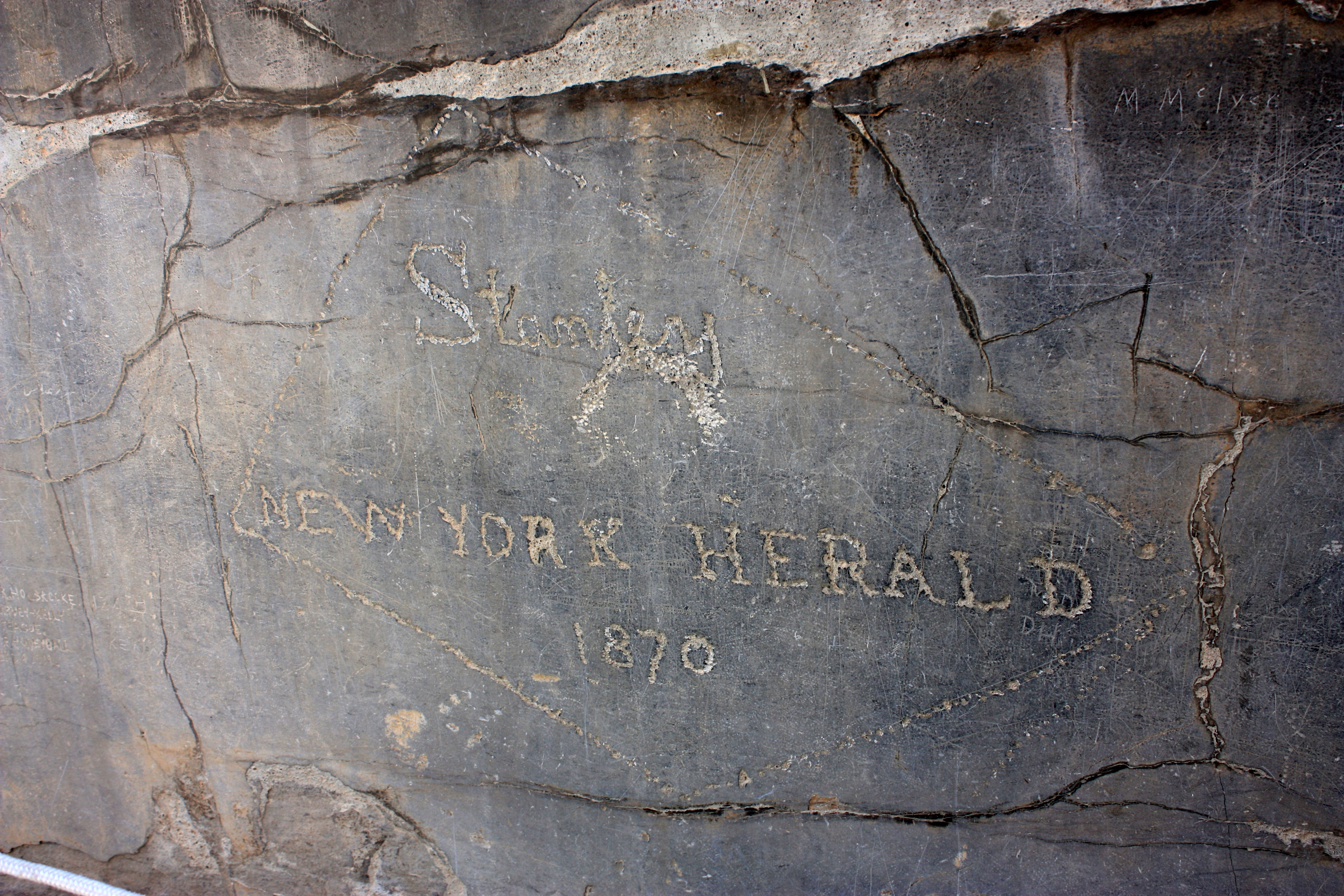
史丹利在波斯波利斯留下的涂鸦。

1858年12月，他到美国邮轮温德米尔号（Windermere）上面，充当服务员。后来，史丹利才发现这份工作名不副实，要在甲板上面工作。邮轮抵达新奥尔良的时候，他逃了下船。然后，他意外地被人收为养子，过程据他本人说是这样：他在找工作的时候，见到未来的养父，史丹利坐在自己的杂物店外的椅子上，他就上前去问，“Do you want a boy, Sir?”（你请人吗？），但是，无子无女的史丹利却误以为，他在请求自己收养他。史丹利不但给了他工作，还收了他为养子。约翰·罗兰兹从此改名为亨利·莫顿·史丹利。小史丹利声称养父在两年之后就去世了，但是，这是错误的，老史丹利实际上到了1878年才离开人世。小史丹利移民美国后，开始融入当地社会，改用当地口音。
史丹利在迫于无奈之下，卷入了美国内战，在1862年，以联盟士兵的身份，参加了夏伊洛战役。战败被俘后，他在1862年6月4日于伊利诺伊州道格拉斯战俘营（Camp Douglas）加入联邦陆军。此时，他突然病倒，休养了18日，因此没有真正服役。康复后，史丹利曾先后在几艘商船上工作。1864年7月，他加入联邦海军，到明尼苏达当记录员，开始向新闻业迈进。1865年2月10日，史丹利和同袍为了寻找刺激，在新罕布什尔州下船。史丹利可能是唯一一个曾先后加入联盟陆军、联邦陆军和联邦海军的人。

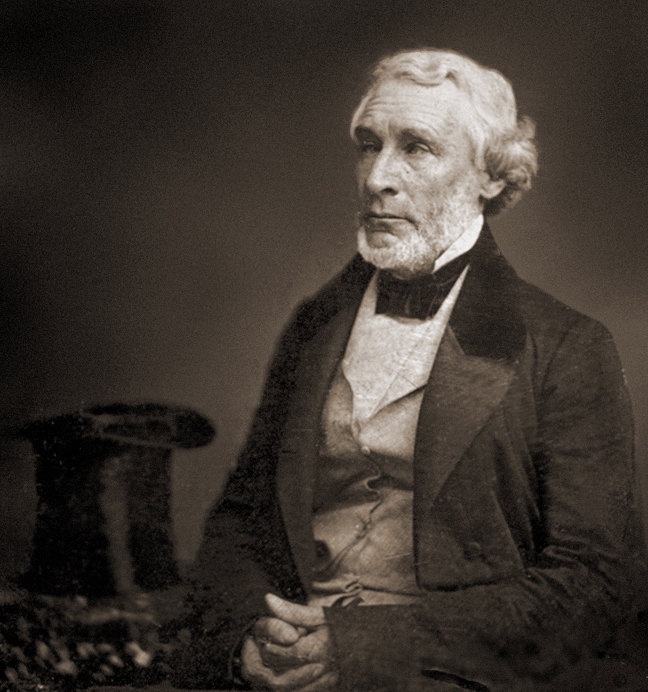
纽约先驱报的创办人老詹姆斯·戈登·贝内特

内战结束后，史丹利开始从事新闻业。他组织了一次队伍，到奥斯曼帝国采访。行程最终以史丹利被囚结束。不过，他后来获得了自由，也得到了损失器材的赔偿。
1867年，印第安和平委员会（Indian Peace Commission）的成员塞缪尔·F·塔潘（Samuel F. Tappan）雇佣了史丹利，要求他在多份报纸中，专门报道委员会的成果。纽约先驱报的创办人老詹姆斯·戈登·贝内特非常欣赏他，觉得他的经历与众不同，文笔也是直截了当。贝内特因此聘请了史丹利，让他出任报社的独家记者。史丹利在自己的作品“我早年在美洲和亚洲的行程和探险经历”（My Early Travels and Adventures in America and Asia）中记载了这一时期的所见所闻。他成为先驱报的记者后，获派到非洲寻找失踪许久的英国传教士、探险家戴维·利文斯通。史丹利当时问贝内特的儿子，小詹姆斯·戈登·贝内特（James Gordon Bennett, Jr.），他有多少经费，得到了如此的回复：“现在先取1,000英镑，用完了之后，再取多1,000英镑，当这笔钱也用完了之后，再拿1,000英镑，等到这笔钱也同样用完了之后，再拿取1,000英镑，如此类推，不过要找到利文斯通！”在此之前，史丹利游说了雇主几年，派他进行这个有可能名利相收的任务。

## 寻找利文斯通

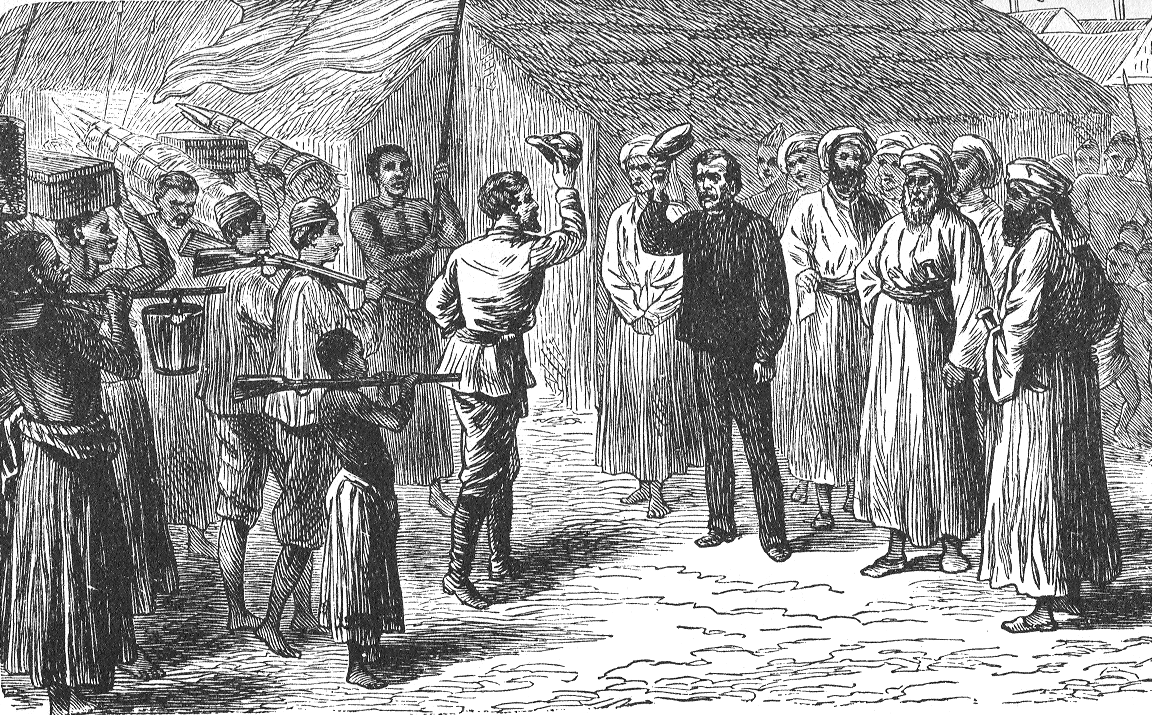
“我想你就是利文斯通博士？”

1871年3月，史丹利一行人抵达了桑给巴尔。探险队的装备齐全精良，把装备搬下船就用了200人。穿越热带雨林的行程长达700英里（1100公里），充满危险。他的良马很快就因为受到嗤嗤蝇（Tsetse fly）叮咬，而染病致死。很多脚夫都中途逃走，而留在队中的则备受热带疾病困扰。据说史丹利在行程中运用了严苛的手段，来维持队伍的纪律。最近有一些学者认为，他对脚夫的对待，确立了他残酷无情的形象。这和当时的记载并不相同，比如说，理查德·弗朗西斯·伯顿爵士就曾经声称过，“史丹利开枪射击逃走的黑人”。
1871年11月10日，史丹利终于在坦噶尼喀湖附近的烏吉吉找到利文斯通。两人见面的时候，史丹利说了一句相当著名的话，“我想你就是利文斯通博士？”。不过，这句话也有可能是事后编造的。史丹利的日记中，记载了当时的情形的几页，也被他本人撕去了。但是，纽约时报在1872年7月2日刊登的史丹利书信节录，的确有这句说话。传记作家蒂姆·琼（Tim Jeal）在他写的史丹利传记中声称，史丹利之所以要编造出这么一句说话来，是因为他“对自己的背景感到不安”。
而先驱报自己的的报道，则在1872年7月4日刊登，“我想你就是利文斯通博士？”一句也有出现。
史丹利和利文斯通一起探索了周边地区，确定了坦噶尼喀湖和尼罗河是没有联系的。返国后，他写了一本书，题为《我如何找到利文斯通；在中非的行程、探险、探索》（How I Found Livingstone; travels, adventures, and discoveries in Central Africa）。

## 探索刚果河

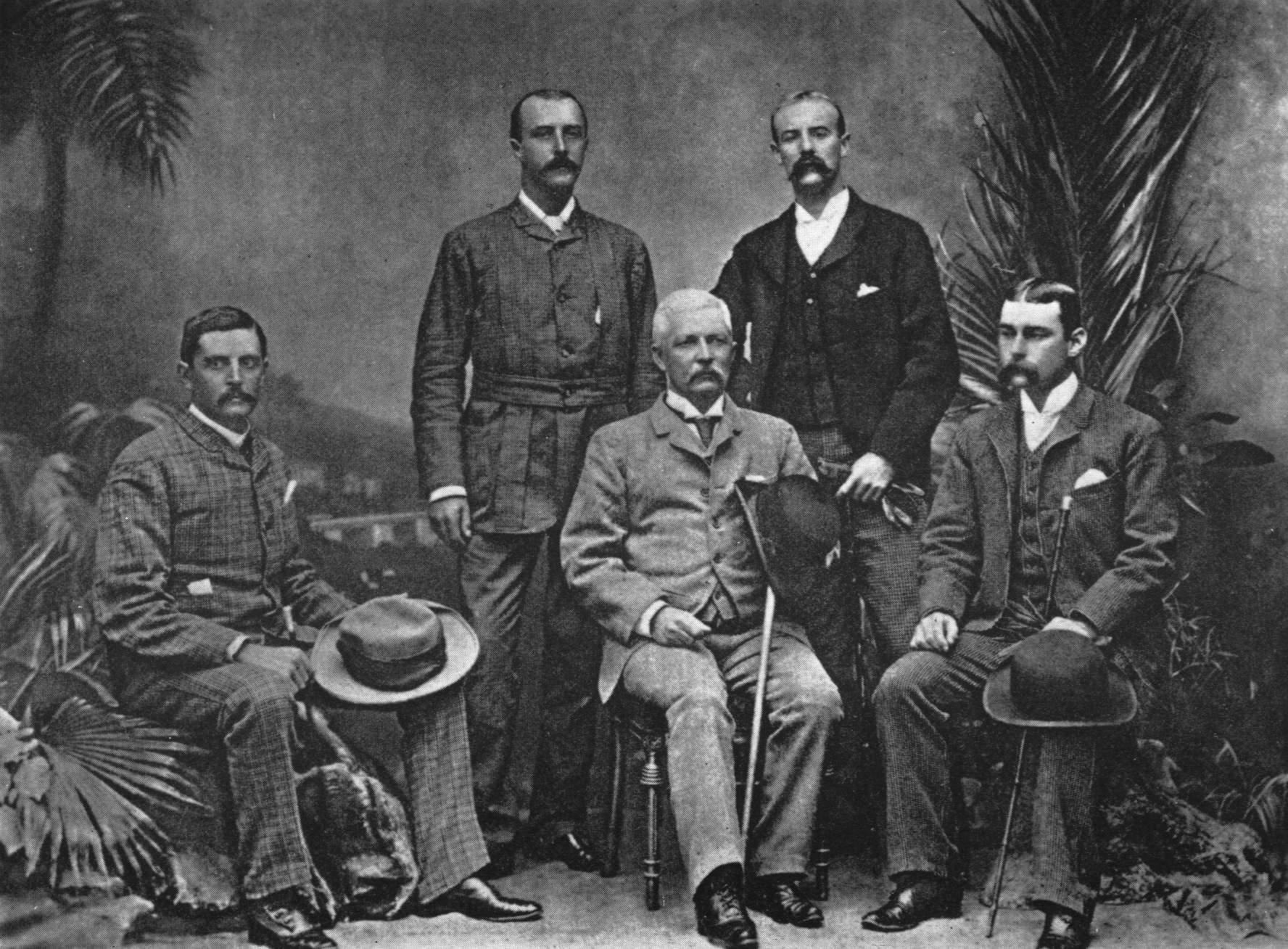
史丹利与埃明·帕夏救援队前锋的军官在开罗合照

1874年，史丹利在先驱报和每日电讯报的金援之下，开始了另一次探险历程。他的其中一个任务是，寻找刚果河的出海口。史丹利一路上不断运用舟桥来通过分割了各个区域的大瀑布。经过999日的行程之后，史丹利终于在1877年8月9日抵达了位于刚果河出海口的葡萄牙哨站。探险队出发时一共有356人，结束时只剩下了114人。事后，他写了一本书，通过黑暗大陆（Through the Dark Continent）来记载他的行程。

## 建立刚果自由邦

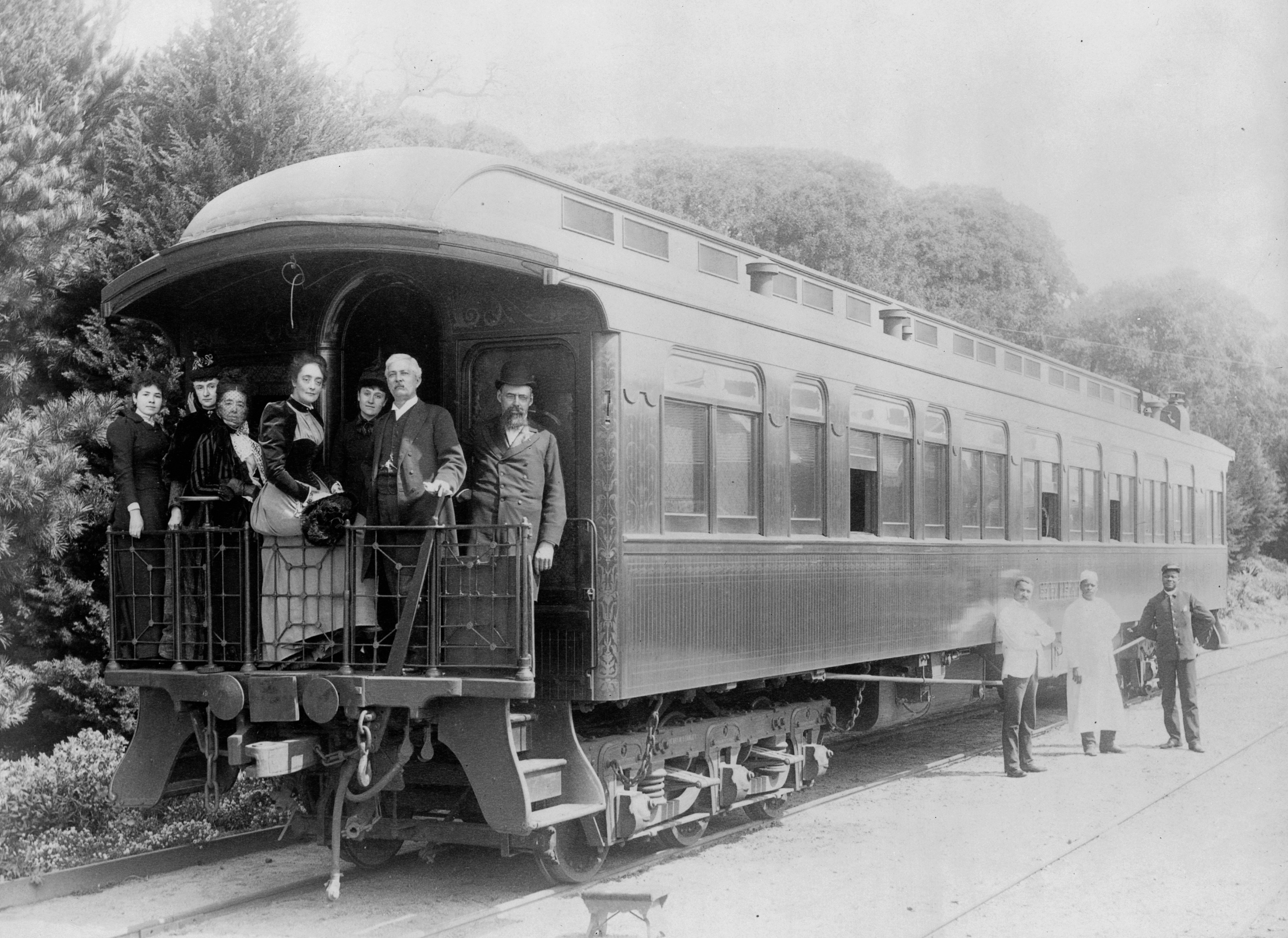
1891年3月19日，史丹利与随行者在加利福尼亚州蒙特雷合照

雄心勃勃的比利时国王利奥波德二世开始接触史丹利，声称自己想把文明和信仰带进非洲，但没有提到他扩张领土的意图。利奥波德在此之前，成立了国际非洲协会（Association internationale africaine）。协会表面上是一个国际科学和慈善组织，实际上是一间私人控股公司。
利奥波德在晚年遭受到了猛烈的批评。他为自己强行传播文明的举措辩护时声称史丹利“只需要为六百至七百个黑人的死负责...而这些黑人被杀，都是因为他们企图袭击史丹利。”此外，史丹利进行货物运输，也引起了非洲昏睡病大规模传播。
1886年，史丹利带领埃明·帕夏救援队（Emin Pasha Relief Expedition）到苏丹南部的赤道（Equatoria）营救埃明·帕夏。利奥波德要求史丹利选用较长的路线，经过刚果河，为他在刚果，甚至是赤道取得更多领土。经历各种困难，承受了众多人命损失之后，史丹利终于在1888年见到了埃明。此后，他勘测了鲁文佐里山脉和爱德华湖，并在19世纪90年代末，和埃明一起离开内陆。但是，史丹利的名声被同袍玷污了。救援队传出了各种丑闻：一个脚夫开枪射了一个极其残忍的陆军少校；一个富家子弟买了一个11岁的女童，并把她送给食人族，把女童被食的过程，详细地用文字和素描记录下来。史丹利在后者发热病逝之前，都并不知情。

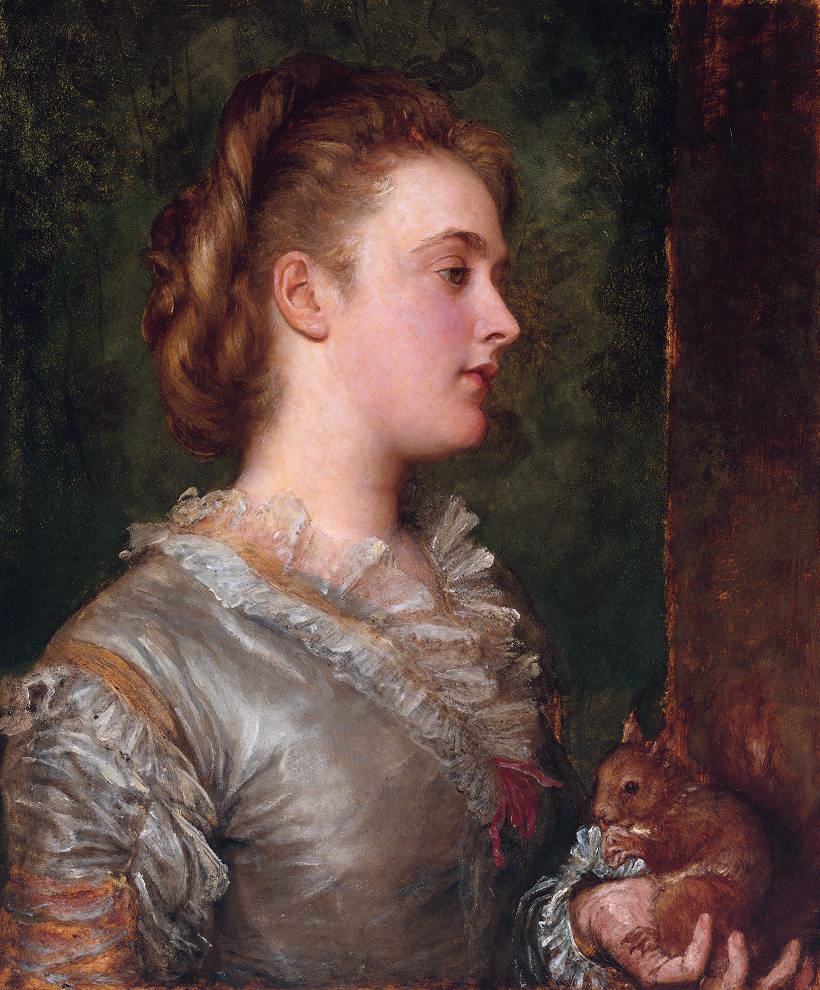
威尔士画家史丹利爵士夫人

回到英国后，史丹利娶了威尔士画家多萝西·坦南特（Dorothy Tennant）为妻，并收了登齐尔（Denzil）为养子。同时间，他向比利时皇家中非博物馆（Musée royal de l'Afrique central）捐献了300多件物件。1895年，史丹利以自由统一党人身份，代表北兰贝斯（Lambeth North）加入国会。1899年，他获英女皇颁发巴斯爵级大十字勋章（GCB），成为爵士。
史丹利在1904年5月10日逝世，葬于萨里郡毕尔布赖特（Pirbright）圣米迦勒教堂墓园，墓碑是一块花岗岩，刻有“亨利·莫顿·史丹利，破岩者，1841年-1904年，非洲”的字样。破岩者的原文是刚果语Bula Matari，意为“破岩者”或“破岩”，是史丹利在刚果的名字。他之所以得到这个名字，可能是因为他在刚果的时候，曾经和普通工人在刚果河边，一起破岩筑路。亚当·霍克希尔德（Adam Hochschild）则认为，刚果人给他这个名字，其实是在暗中嘲笑他。他在刚果的所在所为，可能激发了约瑟夫·康拉德写下黑暗之心这本书。

## 大众文化

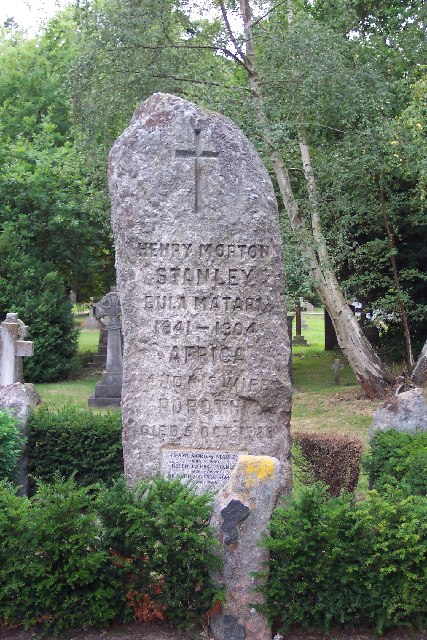
史丹利的墓碑

- 史丹利是1939年的电影《史丹利和利文斯通》（Stanley and Livingstone）中的其中一个角色。
- 史丹利是1978年的戏剧后卫（The Rear Column）中的角色之一。
- 史丹利是1992年的FC游戏史丹利：寻找利文斯通博士（Stanley: The Search for Dr. Livingston）中的角色。[26]
- 史丹利是1997年的电视电影禁地：史丹利寻找利文斯通的历程（Forbidden Territory: Stanley's Search for Livingstone）中的其中一个角色。
- 史丹利是日本一间主營生產照明用具的公司名称。[27]
- 史丹利是威尔士北部圣阿萨夫的一间医院的名称。
- 史丹利是纪录片寻找尼罗河（Search for the Nile）中的角色。[28]
- 2009年，一群探险家在纪录片探索非洲（Expedition Africa）中，重复了史丹利当年探索非洲的路线。

## 以史丹利为名的物种
以史丹利为名的物种包括：
- Gabbiella stanleyi
- Stanleya neritinoides